# Die Rettungsflieger/Staffel 7
Die siebte Staffel der deutschen Notfall- und Rettungsserie Die Rettungsflieger feierte ihre Premiere am 12. Februar 2003 auf dem Sender ZDF. Das Finale wurde am 7. Mai 2003 gesendet.
Die zwölf Episoden der siebten Staffel wurden am mittwöchlichen Vorabend auf dem 19:25-Uhr-Sendeplatz erstausgestrahlt und werden seit der Einstellung der Fernsehserie im Jahr 2007 regelmäßig im Nachmittagsprogramm von ZDF und Nachmittags- und Vorabendprogramm von ZDFneo wiederholt.

## Darsteller
| Rollenname       | Dienstgrad     | Beruf             | Schauspieler   |
| ---------------- | -------------- | ----------------- | -------------- |
| Alexander Karuhn | Major          | Pilot             | Matthias Leja  |
| Jan Wollcke      | Hauptfeldwebel | Bordtechniker     | Oliver Hörner  |
| Thomas Asmus     | Oberbootsmann  | Rettungsassistent | Ulrich Bähnk   |
| Sabine Petersen  | Oberstabsarzt  | Notärztin         | Marlene Marlow |
| Paul Reinders    | Oberfeldwebel  | Rettungsassistent | Rainer Sellien |
| Jens Blank       | Hauptmann      | Pilot             | Nicolas König  |

## Episoden
| Nr. (ges.) | Nr. (St.) | Originaltitel            | Erstausstrahlung D | Regie         |
| --- | --------- | ------------------------ | ------------------ | ------------- |
| 50 | 1         | Die Zeitbombe            | 12. Feb. 2003      | Thomas Jacob  |
| Rettungsassistent Oberbootsmann Thomas Asmus hat einen Termin bei Oberstarzt Dr. Kettwig: Seine Dienstzeit läuft in vier Wochen aus und er muss sich entscheiden, ob er ihn verlängern möchte und als Oberbootsmann auf dem SAR 71 bleibt, als Hauptbootsmann in die Verwaltung der Bundeswehr gehen möchte oder die Bundeswehr und damit auch die Rettungsflieger verlässt. Thomas Asmus ist ratlos, doch ein Einsatz lenkt ihn ab: Im Hamburger Hafen gab es bei der Entschärfung einer Fliegerbombe aus dem Zweiten Weltkrieg einen Unfall. Sprengmeisterin Volz, alleinerziehende Mutter von drei Kindern, wurde schwer verletzt. Während sich Pilot Alexander Karuhn um den Sohn der Sprengmeisterin, der den Unfall mit ansehen musste, kümmert, wird diese von Thomas Asmus und Dr. Sabine Petersen versorgt und Bordtechniker Jan Wollcke findet den Organspendeausweis der Frau. Die Frau wird in das Universitätsklinikum Eppendorf gebracht, doch als die Crew wenig später einen Mann, der eine Spenderniere bekommen soll, auch in das „UKE“ fliegen müssen ahnen sie schlimmes; letztendlich kommt aber doch alles anders als gedacht: Die Retter bekommen im Rettungszentrum Besuch von den Kindern von Frau Volz, die sich für die Behandlung ihrer Mutter, der es nun nach ihrer Operation wieder besser geht, bedanken wollen. |           |                          |                    |               |
| 51 | 2         | Willkommen an Bord!      | 19. Feb. 2003      | Thomas Jacob  |
| Pilot Alexander Karuhn ist es bisher noch nicht gelungen, das Eis zwischen sich und Jasmin, der Tochter seiner Freundin Astrid Shariatzadeh, zu brechen. Als sie schließlich in einem Park verunglückt und der Pilot der Rettungsflieger sie findet und mit dem SAR in die Klinik fliegt, fasst sie sich schließlich ein Herz und beginnt „ihren Alex“ zu duzen. Währenddessen bereitet sich Jan Wollcke auf den Besuch des Jugendamtes vor, da seine Ex-Ehefrau Iris einen Sorgerechtsprozess anstrebt, und putzt seine Wohnung. Unterstützung bekommt er von Dr. Sabine Petersen, die sich ablenken will, da sie ihren Freund Karsten in flagranti erwischt hat. Letztendlich kommen sich der Bordtechniker und die Notärztin näher und es kommt schließlich fasst zu einem Kuss, den ein umgestürzter Wassereimer in letzter Sekunde verhindert. Auch für Rettungsassistent Thomas Asmus wird die Situation nun entscheiden, da das Ende seiner Dienstzeit immer näher rückt. Er möchte sehr gerne bei seinen Rettungsfliegern bleiben, aber die Aussicht nicht zum Hauptbootsmann befördert zu werden bringt ihn letztlich zu der Entscheidung sich als Heimleiter für ein „Heim für betreutes Wohnen“ zu bewerben. Fernab der privaten Angelegenheiten muss sich das Team um die Prostituierte Jola, die von einem Freier missbraucht wurde, und den Streetworker Bob, der eben jener Freier zur Rede stellt und niedergeschlagen wird, kümmern. |           |                          |                    |               |
| 52 | 3         | Voller Hoffnung          | 26. Feb. 2003      | Thomas Jacob  |
| Die Rettungsflieger werden zu einem dramatischen Einsatz gerufen: Der kleine Klaus, dessen alleinerziehende Mutter Amelie gerade noch eine Geburtstagsüberraschung für ihren Sohn besorgt, ist aus dem Fenster der Wohnung gefallen und nun schwer verletzt. Notärztin Oberstabsarzt Dr. Sabine Petersen versucht alles um den kleinen Jungen zu retten, doch als das Team mit dem Rettungshubschrauber in der Klinik ankommt, ist es zu spät: Klaus ist tot und seine Mutter macht sich große Vorwürfe. Da die Rettungsflieger zum nächsten Einsatz müssen, beauftragt Dr. Petersen den Stationsarzt auf die Mutter aufzupassen, aber auch der hat einen neuen Patienten und die Mutter verlässt die Klinik. Als das Team des SAR 71 diesen Umstand bemerkt setzt die Notärztin alles in Bewegung um die Mutter vor dem Suizid zu bewahren. Der Nachbar der Mutter wird verständigt und es gelingt den Rettungsfliegern im letzten Moment Amelie zu retten. Währenddessen scheint für die Frage nach der Zukunft von Rettungsassistent Thomas Asmus eine Lösung gefunden: Gefreiter Homann berichtet davon, dass es in naher Zukunft eine Beförderung durch Oberstarzt Dr. Kettwig im Rettungszentrum stattfindet, doch es kommt anders als gedacht. Nicht Oberbootsmann Asmus wird zum Hauptbootsmann, sondern der Gefreite Homann wird zum Obergefreiten befördert. Gastdarsteller: Christine Neubauer als Amelie |           |                          |                    |               |
| 53 | 4         | Schmerzhafte Erfahrungen | 5. März 2003       | Thomas Jacob  |
| Die Rettungsflieger werden zu einem Patienten mit Herzinfarkt auf eine Barkasse gerufen. Der Kapitän braucht medizinische Hilfe und Helma, seiner Kollegin gelingt es die Barkasse an die St. Pauli-Landungsbrücken zu steuern. Das Team ist beeindruckt von der jungen Frau, doch als diese wenig später nach Hause kommt und sieht, wie ihr Mann sich an der gemeinsamen Tochter vergeht, dreht sie durch. Einsatz für die Rettungsflieger, wobei sich Dr. Sabine Petersen auch gegen einen Beamten der Kriminalpolizei behaupten muss, der die junge Frau verhaften möchte. Als die Rettungsflieger wenig später auf den Reiterhof von Iris Wollckes Freundin gerufen werden, gerät Jan Wollcke in helle Aufregung, denn seine Ex-Ehefrau und sein Sohn halten sich auf dem Reiterhof auf. Tatsächlich ist Iris Wollcke verletzt, doch das Team kann sie retten und feiert danach gemeinsam den Abschied von Rettungsassistent Thomas Asmus, der demnächst Leiter eines Heimes für betreutes Wohnen wird. |           |                          |                    |               |
| 54 | 5         | Gerüchteküche            | 12. März 2003      | Guido Pieters |
| Der neue Rettungsassistent, Oberfeldwebel Paul Reinders, tritt seinen Dienst bei den Rettungsfliegern an. Doch noch bevor er überhaupt im Rettungszentrum angekommen ist, erzählt der Obergefreite Homann schon Gerüchte über den Neuen im Team, die sich am Ende alle als falsch herausstellen und für einige Missverständnisse und Verstimmungen bei der Crew sorgen. Derweil führt ein Einsatz die Besatzung des SAR 71 zu einem Witwer, der mit Hilfe des Enkeltricks ausgeraubt wurde. Eine Bewährungsprobe für Paul Reinders, der den alten Mann gut kennt. Währenddessen lernt Bordtechniker Jan Wollcke eine Frau kennen, doch er ahnt nicht, dass es die Ehefrau seines neuen Kollegen ist und handelt sich damit viel Ärger ein. Auch der nächste Einsatz, ein Unfall, stellt das Team vor eine schwere Aufgabe, denn sie müssen entscheiden, ob der Unfallfahrer oder der verletzte Bauarbeiter geflogen werden müssen und handeln sich mit ihrer Entscheidung viel Ärger ein. Als jedoch der neue Rettungsassistent Diplomatie beweist, ist er endgültig im Team der Rettungsflieger angekommen. |           |                          |                    |               |
| 55 | 6         | Lauter Katastrophen      | 19. März 2003      | Guido Pieters |
| Charlie Petersen, Bruder von Oberstabsarzt Dr. Sabine Petersen, beweist Zivilcourage und beschützt ein junges Mädchen vor einem aggressiven Hund. Als das Team der Rettungsflieger dort ankommt, ist die Notärztin von dem Einsatz ihres Bruders überrascht, denn er macht eigentlich nur Dummheiten. Die Ärztin ist zwar verwundert, als ihr Bruder sie bittet seinen Aufenthalt am Einsatzort zu verschweigen, doch verspricht es. Als jedoch wenig später die Polizei im Rettungszentrum auftaucht und nach dem Bruder der Notärztin sucht, gerät die Situation vollkommen außer Kontrolle. Beim nächsten Einsatz wird ein Mann durch eine Briefbombe, die eine Gruppe von Jungen installiert hat, verletzt. Als Jan Wollcke einen der Jungen im Krankenhaus wiedererkennt und ihn verfolgt, gesteht dieser den Anschlag. Während der Bordtechniker ihm vergeben will, bleibt Dr. Sabine Petersen hart und setzt sich durch. Am Abend des Tages feiern die Teammitglieder den Einzug von Alexander Karuhn bei seiner Freundin und der macht seiner Astrid einen Heiratsantrag. |           |                          |                    |               |
| 56 | 7         | Die Entscheidung         | 26. März 2003      | Guido Pieters |
| Pilot Alexander Karuhn hat das Angebot, Flugausbilder für die Bell UH-1D zu werden, müsste dafür allerdings die Rettungsflieger und Hamburg verlassen um nach Amerika zu ziehen. Er lehnt ab, doch Oberst Bodewig bittet ihn nochmals über das Angebot nachzudenken. Alexander Karuhn ist fest entschlossen für seine Familie zu bleiben, da gelingt es auch Hauptmann Jens Blank, der der Nachfolger von Major Karuhn bei den Rettungsfliegern werden möchte, nicht ihn umzustimmen. Währenddessen muss das Team eine junge Frau, die via Internetchat einen Suizid angekündigt hat, retten, und einen vom Dach gefallenen Bauarbeiter in die Klinik fliegen. Als die Crew ihren Piloten drängt seiner Astrid von dem Angebot zu erzählen, reagiert die anders als gedacht und die beiden fällen eine Entscheidung. |           |                          |                    |               |
| 57 | 8         | Pilotenhochzeit          | 2. Apr. 2003       | Guido Pieters |
| Der letzte Tag von Pilot Alexander Karuhn steht an. Der Major wird die Rettungsflieger verlassen und in Alabama Ausbilder für die Bell UH-1D werden, doch vorher soll am nächsten Tag noch geheiratet werden. Eigentlich wollte die Crew gemeinsam feiern, doch Oberstarzt Dr. Kettwig muss den freien Tag des Teams streichen. Als jedoch am nächsten Morgen der Nachfolger von Alexander Karuhn, Hauptmann Blank, wegen einer Lebensmittelvergiftung nicht diensttauglich ist, steht die Crew nun ohne Pilot da und ein Ersatz muss her, da schon der nächste Einsatz wartet. Als die Alarmglocke schrillt, staunen die drei übrigen Retter nicht schlecht, als plötzlich Alexander Karuhn in Hochzeitsmontur hinter dem Steuerknüppel sitzt. Er muss einspringen und gemeinsam mit seinen Rettungsfliegern unter anderem Viola, die einem Streich von Else Fürbringer zum Opfer gefallen ist, retten. Die alte Dame hatte Salatöl auf die Treppe in ihrem Mietshaus gegossen, da sie ihre Wohnung nicht verlassen möchte. Als die Crew zurück ins Rettungszentrum kommt, erwartet sie eine Überraschung, denn dort warten neben Oberstarzt Dr. Kettwig und Oberst Bodewig auch die Braut und der Standesbeamte für die Trauung von Alexander Karuhn. Gerade frisch vermählt ruft dann schon wieder der nächste Einsatz. |           |                          |                    |               |
| 58 | 9         | Neustart                 | 16. Apr. 2003      | Guido Pieters |
| Der neue Pilot der Rettungsfliegerstaffel, Hauptmann Jens Blank, tritt seinen Dienst an, doch bei seinem Umgang im Team steht er schnell als Außenseiter da. Auch als er sich beim ersten Einsatz um die Tochter einer schwer verletzen Frau kümmert, gerät er mit Bordtechniker Jan Wollcke aneinander. Der Pilot versteht die Welt nicht mehr, fühlt sich nicht wohl und will zurück zu seiner alten Einheit. Als das Team dann über Homann von einem schriftlichen Versetzungsgesuch seines Piloten erfährt, ist es geschockt. Während der nächste Einsatz ihren Schock zunächst einmal verdrängt, zeigt Hauptmann Blank gegenüber einem verunglückten Mädchen mit schweren Wirbelverletzungen soviel Einfühlungsvermögen, dass das Team seinen Piloten zum Bleiben überreden kann. Derweil gibt es für Paul Reinders freudige Nachrichten: Seine Frau Evi ist zum dritten Mal schwanger. |           |                          |                    |               |
| 59 | 10        | Rivalen im Cockpit       | 23. Apr. 2003      | Bodo Schwarz  |
| Während sich Pilot Jens Blank und Bordtechniker Jan Wollcke anfreunden, entsteht zwischen den beiden Rettungsfliegern ein Kampf um die Gunst von Madeleine Descartes, der Frau um die sich Blank nach dem Autounfall ihrer Mutter gekümmert hatte. Doch Blank, der sich in Liebesdingen schüchtern verhält, bittet seinen Kollegen Wollcke ihm zu helfen Madeleine um ein Date zu bitten. Währenddessen muss das Team den Fahrradkurier Eddy, der schwer verunglückt ist, versorgen, in die Klinik bringen und einen kleinen Jungen, der in einem Moor zu Ertrinken droht, vor dem sicheren Tod bewahren. Als am Abend eine Grillparty in Paul Reinders Garten stattfindet, hofft Hauptmann Blank, dass Jan Wollcke seiner Bitte nachgekommen ist und Madeleine Descartes eingeladen hat, doch der Pilot ahnt nichts von Wollckes Gefühlen. |           |                          |                    |               |
| 60 | 11        | Der verflixte Tag        | 30. Apr. 2003      | Bodo Schwarz  |
| Die Beziehung zwischen Dr. Sabine Petersen und ihrem Lebensgefährten Karsten steht vor dem Aus: Karsten ist gegenüber der Notärztin handgreiflich geworden und hat sie eingesperrt. Während die Ärztin des SAR 71 versucht ihre Konzentration während der Rettungseinsätze hoch zu halten und sich nichts anmerken lassen will, scheint des ein Problem mit „Anneliese“, dem Hubschrauber, zu geben. Das Team muss mit ansehen wie ihr Arbeitsgerät auf einem Tieflader abtransportiert wird. Währenddessen entwickelt sich zwischen Jan Wollcke und Jens Blank ein Kampf um die Gunst von Madeleine Descartes, die zur Zeit allerdings eher um ihre im Koma liegende Mutter sorgt, die mittlerweile in das Bundeswehrkrankenhaus verlegt wurde. Als Evi Reinders, Ehefrau von Paul Reinders und beste Freundin von Dr. Sabine Petersen, im Rettungszentrum ankommt und versucht ihre beste Freundin zu trösten, bricht sie wenig später mit starken Unterleibsschmerzen zusammen und wird sofort in das Bundeswehrkrankenhaus gebracht. Dort diagnostiziert Dr. Petersen eine Eileiterschwangerschaft. Evi Reinders muss in eine Spezialklinik gebracht werden, doch da der Rettungshubschrauber aktuell noch defekt ist und in der Reparatur ist, müssen die Rettungsflieger einen Weg finden. Plötzlich kommt die erlösende Nachricht, dass der SAR 71 doch wieder einsatzbereit ist. Nachdem Evi Reinders per Hubschrauber verlegt wurde, beginnt der Kampf um Madeleine Descartes zwischen Jan Wollcke und Jens Blank erneut, doch letzterer erkennt seine Niederlage an. Während der Pilot und sein Bordtechniker sich wieder versöhnen, werden sie Zeugen eines heftigen Streites zwischen ihrer Notärztin und Karsten, der aus dem Ruder zu laufen droht. Blank und Wollcke eilen in das Notarztzimmer und weisen Karsten in seine Schranken. |           |                          |                    |               |
| 61 | 12        | Trennung tut weh         | 7. Mai 2003        | Bodo Schwarz  |
| Während die Rettungsflieger bei einer Explosion in einer Metallwerkstatt schnell reagieren und mehrere Verletzten versorgen müssen, eilt der Obergefreite Homann zu Pilot Hauptmann Jens Blank, Bordtechniker Hauptfeldwebel Jan Wollcke und Rettungsassistent Oberfeldwebel Paul Reinders und informiert sie über die Absicht von Notärztin Oberstabsarzt Dr. Sabine Petersen Hamburg zu verlassen um nach Afrika zu gehen. Die drei Besatzungsmitglieder sind entsetzt und beschließen ihrer Kollegin nicht einfach so gehen zu lassen. Das Team entwickelt unterschiedliche Strategien, doch weder eine „zufällige“ Begegnung, die Jan Wollcke arrangiert, mit ihrem alten Studienkollegen Dr. Jonas Denner, dem behandelnden Arzt von Ulrike Descartes noch irgendwelche anderen Versuche wirken. Das Team ist ratlos und bittet Evi Reinders um Hilfe. Während sich Dr. Sabine Petersen an ihrem 33. Geburtstag nach dem Feierabend zurückziehen möchte, lassen sie ihre Kollegen nicht so einfach gehen und es gelingt sie zu einer spontanen Geburtstagsfeier zu überreden. Im Kreis ihrer Familie und Freunde trifft die Notärztin eine Entscheidung: Sie bleibt in Hamburg und damit bei ihren Rettungsfliegern. |           |                          |                    |               |

## DVD-Veröffentlichung
Die DVD mit den Episoden der siebten Staffel erschien am 15. Mai 2009.
Eine DVD-Box mit allen elf Staffeln der Rettungsflieger und dem Pilotfilm Vier Freunde im Einsatz erschien am 24. August 2012.